# Norberčany
Norberčany település Csehországban, a Olomouci járásban. Norberčany Dvorce, Budišov nad Budišovkou, Domašov nad Bystřicí és Moravský Beroun településekkel határos. Lakosainak száma 244 fő (2024. január 1.).

## Népesség
A település lakosságának változását az alábbi diagram mutatja:
| Lakosok száma | 901  | 880  | 825  | 459  | 430  | 363  | 260  | 259  | 246  | 244  |
|               | 1869 | 1890 | 1921 | 1950 | 1980 | 2001 | 2017 | 2019 | 2022 | 2024 |